# 普拉穆迪亚·库苏马瓦达纳·里扬托
普拉穆迪亚·库苏马瓦达纳·里扬托（2000年12月13日—），印尼男子羽毛球運動員。在青年期，他曾与搭档吉法里·阿南达法·普里哈迪卡赢得2018年亚青赛男双季军。

## 簡歷
2018年4月，普拉穆迪亚·库苏马瓦达纳·里扬托出戰芬蘭羽毛球公開賽，與里汉·诺法勒·库沙尔扬托合作拿得男子雙打比賽亞軍。同年7月，他代表印尼参加本国举办的亞洲青年羽毛球錦標賽，在率先进行的团体赛，助印尼队赢得混合團體季军；此外，还与搭档吉法里·阿南达法·普里哈迪卡赢得男子双打季军。

## 主要比賽成績
只列出曾進入準決賽的國際賽事成績：
| 年份            | 賽事                     | 公開賽級別      | 項目            | 拍檔                        | 成績            |
| 代表 印度尼西亞 | 代表 印度尼西亞          | 代表 印度尼西亞 | 代表 印度尼西亞 | 代表 印度尼西亞             | 代表 印度尼西亞 |
| --------------- | ------------------------ | --------------- | --------------- | --------------------------- | --------------- |
| 2018年          | 芬蘭羽毛球公開賽         | 國際挑戰賽      | 男子雙打        | 里汉·诺法勒·库沙尔扬托      | 亞軍            |
| 2018年          | 亞洲青年羽毛球錦標賽     | 其他            | 混合團體        | －                          | 季軍            |
| 2018年          | 亞洲青年羽毛球錦標賽     | 其他            | 男子雙打        | 吉法里·阿南达法·普里哈迪卡  | 季軍            |
| 2018年          | 世界青年羽毛球錦標賽     | 其他            | 混合團體        | －                          | 季軍            |
| 2019年          | 伊朗羽毛球國際挑戰賽     | 國際挑戰賽      | 男子雙打        | 耶烈米亚·埃里克·约舍·雅各布 | 亞軍            |
| 2019年          | 馬來西亞羽毛球國際挑戰賽 | 國際挑戰賽      | 男子雙打        | 耶烈米亚·埃里克·约舍·雅各布 | 準決賽          |
| 2021年          | 西班牙羽毛球大師賽       | 超級300賽       | 男子雙打        | 耶烈米亞·埃里克·約舍·雅各布 | 冠軍            |
| 2021年          | 比利時羽毛球國際賽       | 國際挑戰賽      | 男子雙打        | 耶烈米亞·埃里克·約舍·雅各布 | 冠軍            |
| 2021年          | 海洛羽毛球公開賽         | 超級500賽       | 男子雙打        | 耶烈米亞·埃里克·約舍·雅各布 | 準決賽          |
| 2022年          | 亞洲羽毛球團體錦標賽     | 其他            | 男子團體        | －                          | 亞軍            |
| 2022年          | 瑞士羽毛球公開賽         | 超級300賽       | 男子雙打        | 耶烈米亚·埃里克·约舍·雅各布 | 準決賽          |
| 2022年          | 亞洲羽毛球錦標賽         | 其他            | 男子雙打        | 耶烈米亚·埃里克·约舍·雅各布 | 冠軍            |
| 2022年          | 東南亞運動會羽毛球比賽   | 其他            | 男子團體        | －                          | 銅牌            |
| 2022年          | 東南亞運動會羽毛球比賽   | 其他            | 男子雙打        | 耶烈米亚·埃里克·约舍·雅各布 | 銀牌            |
| 2022年          | 瑪琅羽毛球國際挑戰賽     | 國際挑戰賽      | 男子雙打        | Rahmat Hidayat              | 冠軍            |
| 2022年          | 印尼瑪琅羽毛球大師賽     | 超級100賽       | 男子雙打        | Rahmat Hidayat              | 冠軍            |
| 2023年          | 東南亞運動會羽毛球比賽   | 其他            | 男子團體        | －                          | 金牌            |
| 2023年          | 東南亞運動會羽毛球比賽   | 其他            | 男子雙打        | 耶烈米亞·蘭比坦             | 金牌            |
| 2023年          | 印尼羽毛球公開賽         | 超級1000賽      | 男子雙打        | 耶烈米亞·蘭比坦             | 準決賽          |
| 代表            |                          |                 |                 |                             |                 |
| 2024年          | 本迪戈羽毛球國際賽       | 國際挑戰賽      | 男子雙打        | 安迪卡·拉馬迪安斯亞         | 準決賽          |

| 2018-2026年 | 總決賽 | 超級1000賽 | 超級750賽 | 超級500賽 | 超級300賽 | 超級100賽 | 國際挑戰賽 | 國際系列賽 | 未來系列賽 | 其他 |